# Saint-Hilaire-de-Lavit
Saint-Hilaire-de-Lavit (okzitanisch Sent Alari de la Vit) ist eine französische Gemeinde mit 101 Einwohnern (Stand 1. Januar 2022) im Département Lozère in der Region Okzitanien.

## Geografie
Das Dorf Saint-Hilaire-de-Lavit liegt im Tal des Gardon d’Alès, in den Cevennen, zwischen Florac und Alès.

## Bevölkerungsentwicklung
| Jahr      | 1962 | 1968 | 1975 | 1982 | 1990 | 1999 | 2007 | 2018 |
| Einwohner | 144  | 97   | 77   | 69   | 72   | 86   | 96   | 110  |